# Europa Cup (mannenhandbal) 1958/59
De European Champions Cup 1957/58 is de hoogste internationale club handbalcompetitie in Europa wat door de Internationale Handbalfederatie (IHF) organiseert. Het Zweedse Redbergslids IK won de tweede editie van de European Champions Cup

## Deelnemers
| - ROC Flémalle: Kampioen van België - Helsingør IF: Kampioen van Denemarken - Frisch Auf Göppingen: Kampioen van Duitsland - Union Helsinki: Kampioen van Finland - ASPOM Bordeaux: Kampioen van Frankrijk - Partizan Bjelovar: Kampioen van Joegoslavië - Eschois Fola: Kampioen van Luxemburg - Olympia Hengelo: Kampioen van Nederland - Sparta Katowice: nummer 2 van de Poolse competitie - FC Proto: Kampioen van Portugal - Dinamo București: Kampioen van Roemenië - BM Granollers: Kampioen van Spanje - Dukla Praag: Kampioen van Tsjecho-Slowakije - BTV St. Gallen: Kampioen van Zwitserland |
| Vrij loting van voorronde - Redbergslids IK: Kampioen van Zweden |

## Voorronde
| Team 1               | Score   | Team 2           |
| -------------------- | ------- | ---------------- |
| ROC Flémalle         | 10 - 11 | ASPOM Bordeaux   |
| Helsingør IF         | 21 - 14 | Union Helsinki   |
| BM Granollers        | 17 - 12 | FC Proto         |
| Dukla Praag          | NG      | Sparta Katowice  |
| Partizan Bjelovar    | 05 - 17 | Dinamo Boekarest |
| BTV St. Gallen       | 28 - 19 | Eschois Fola     |
| Frisch Auf Göppingen | 24 - 16 | Olympia Hengelo  |

## Hoofdronde

### Kwartfinale
| Team 1               | Score   | Team 2         |
| -------------------- | ------- | -------------- |
| Redbergslids IK      | 26 - 14 | ASPOM Bordeaux |
| Helsingør IF         | 34 - 14 | BM Granollers  |
| Dinamo Boekarest     | 15 - 14 | Dukla Praag    |
| Frisch Auf Göppingen | 31 - 26 | BTV St. Gallen |

### Halve finale
| Team 1               | Score   | Team 2           |
| -------------------- | ------- | ---------------- |
| Redbergslids IK      | 22 - 12 | Helsingør IF     |
| Frisch Auf Göppingen | 31 - 26 | Dinamo Boekarest |

### Finale
| Datum         | Team 1          | Score   | Team 2               | Locatie                             |
| ------------- | --------------- | ------- | -------------------- | ----------------------------------- |
| 18 april 1959 | Redbergslids IK | 18 - 13 | Frisch Auf Göppingen | Stade Pierre-de-Coubertin' , Parijs |

|                            |
|                            |
| Redbergslids IK 1ste titel |